# Discografia di Dua Lipa
La discografia di Dua Lipa, cantante e compositrice britannica di etnia kosovaro-albanese, comprende tre album in studio, un album dal vivo, un album di remix, oltre trenta singoli, di cui cinque realizzati in collaborazione con altri artisti e oltre trenta video musicali.

## Album

### Album in studio
| Anno | Titolo e dettagli | Classifiche | Classifiche | Classifiche | Classifiche | Classifiche | Classifiche | Classifiche | Classifiche | Classifiche | Classifiche | Certificazioni |
| Anno | Titolo e dettagli | UK          | AUS         | CAN         | GER         | IRE         | ITA         | NLD         | NZL         | SWE         | USA         | Certificazioni |
| ---- | --- | ----------- | ----------- | ----------- | ----------- | ----------- | ----------- | ----------- | ----------- | ----------- | ----------- | --- |
| 2017 | Dua Lipa - Pubblicato: 2 giugno 2017 - Etichetta: Warner Bros. - Formati: CD, 2 CD, LP, 3 LP, download digitale, streaming | 3           | 8           | 14          | 22          | 3           | 29          | 6           | 7           | 8           | 27          | - UK: Platino (3) - AUS: Platino - CAN: Platino (5) - GER: Oro - ITA: Platino (2) - NLD: Platino - NZL: Platino (4) - SWE: Oro - USA: Platino |
| 2020 | Future Nostalgia - Pubblicato: 27 marzo 2020 - Etichetta: Warner - Formati: CD, LP, 2 LP, MC, download digitale, streaming | 1           | 1           | 2           | 4           | 1           | 3           | 2           | 1           | 4           | 3           | - UK: Platino (2) - AUS: Platino (2) - CAN: Platino (6) - GER: Oro - ITA: Platino (3) - NLD: Platino (2) - NZL: Platino (5) - USA: Platino    |
| 2024 | Radical Optimism - Pubblicato: 3 maggio 2024 - Etichetta: Warner - Formati: CD, LP, MC, download digitale, streaming       | 1           | 2           | 3           | 3           | 2           | 2           | 1           | 2           | 4           | 2           | - UK: Oro - CAN: Platino - ITA: Oro - NLD: Platino - NZL: Oro                                                                                 |

### Album dal vivo
| Anno | Titolo e dettagli | Classifiche | Classifiche |
| Anno | Titolo e dettagli | UK          | NLD         |
| ---- | --- | ----------- | ----------- |
| 2024 | Dua Lipa Live from the Royal Albert Hall - Pubblicato: 6 dicembre 2024 - Etichetta: Warner - Formati: 2 CD, 2 LP, download digitale, streaming | 40          | 58          |

### Album di remix
| Anno | Titolo e dettagli | Classifiche | Classifiche |
| Anno | Titolo e dettagli | CAN         | USA         |
| ---- | --- | ----------- | ----------- |
| 2020 | Club Future Nostalgia (con The Blessed Madonna) - Pubblicato: 28 agosto 2020 - Etichetta: Warner - Formati: CD, 2 LP, download digitale, streaming | 13          | 28          |

## Singoli

### Come artista principale
| Anno                                                                                          | Titolo                                                    | Classifiche | Classifiche | Classifiche | Classifiche | Classifiche | Classifiche | Classifiche | Classifiche | Classifiche | Classifiche | Certificazioni | Album di provenienza                                     |
| Anno                                                                                          | Titolo                                                    | UK          | AUS         | CAN         | GER         | IRE         | ITA         | NLD         | NZL         | SWE         | USA         | Certificazioni | Album di provenienza                                     |
| --------------------------------------------------------------------------------------------- | --------------------------------------------------------- | ----------- | ----------- | ----------- | ----------- | ----------- | ----------- | ----------- | ----------- | ----------- | ----------- | --- | -------------------------------------------------------- |
| 2015                                                                                          | Be the One                                                | 9           | 6           | —           | 11          | 25          | 28          | 11          | 20          | 100         | —           | - UK: Platino (2) - AUS: Platino (2) - CAN: Oro - GER: Platino - ITA: Platino (2) - NLD: Platino (2) - NZL: Platino (3) - SWE: Oro - USA: Oro                         | Dua Lipa                                                 |
| 2016                                                                                          | Last Dance                                                | —           | —           | —           | —           | —           | —           | —           | —           | —           | —           | | Dua Lipa                                                 |
| 2016                                                                                          | Hotter than Hell                                          | 15          | 17          | —           | 71          | 24          | —           | 32          | —           | 44          | —           | - UK: Platino - AUS: Oro - CAN: Platino - GER: Oro - NLD: Platino - NZL: Oro - SWE: Platino                                                                           | Dua Lipa                                                 |
| 2016                                                                                          | Blow Your Mind (Mwah)                                     | 30          | 59          | —           | —           | —           | —           | —           | —           | —           | 72          | - UK: Platino - CAN: Platino (2) - ITA: Oro - NZL: Platino - USA: Oro                                                                                                 | Dua Lipa                                                 |
| 2017                                                                                          | Scared to Be Lonely (con Martin Garrix)                   | 14          | 14          | 32          | 9           | 12          | 21          | 3           | 8           | 3           | 88          | - UK: Platino (2) - AUS: Platino (3) - CAN: Platino (2) - GER: Oro (3) - ITA: Platino (2) - NLD: Platino (3) - NZL: Platino (4) - SWE: Platino (4) - USA: Platino (2) | Dua Lipa: The Complete Edition                           |
| 2017                                                                                          | Lost in Your Light (feat. Miguel)                         | 86          | —           | —           | —           | 97          | —           | —           | —           | —           | —           | - UK: Argento - CAN: Oro | Dua Lipa                                                 |
| 2017                                                                                          | New Rules                                                 | 1           | 2           | 7           | 9           | 1           | 8           | 1           | 3           | 7           | 6           | - UK: Platino (5) - AUS: Platino (7) - CAN: Diamante - GER: Platino (2) - ITA: Platino (3) - NLZ: Platino (7) - SWE: Platino (4) - USA: Platino (5)                   | Dua Lipa                                                 |
| 2018                                                                                          | IDGAF                                                     | 3           | 3           | 29          | 12          | 1           | 12          | 8           | 5           | 15          | 49          | - UK: Platino (3) - AUS: Platino (4) - CAN: Platino (7) - GER: Oro - ITA: Platino (2) - NZL: Platino (5) - SWE: Platino - USA: Platino (2)                            | Dua Lipa                                                 |
| 2018                                                                                          | One Kiss (con Calvin Harris)                              | 1           | 3           | 6           | 1           | 1           | 8           | 1           | 6           | 4           | 26          | - UK: Platino (6) - AUS: Platino (9) - CAN: Platino (3) - GER: Platino (2) - ITA: Platino (3) - NZL: Platino (5) - USA: Platino (4)                                   | Dua Lipa: The Complete Edition                           |
| 2018                                                                                          | Electricity (con i Silk City)                             | 4           | 22          | 61          | 64          | 6           | 56          | 13          | 25          | 51          | 62          | - UK: Platino - AUS: Platino - CAN: Oro - ITA: Oro - NZL: Platino (2) - USA: Platino                                                                                  | Dua Lipa: The Complete Edition                           |
| 2019                                                                                          | Swan Song                                                 | 24          | 72          | 99          | 99          | 24          | —           | —           | —           | 67          | 110         | - UK: Argento - CAN: Oro | Alita: Battle Angel (Original Motion Picture Soundtrack) |
| 2019                                                                                          | Don't Start Now                                           | 2           | 2           | 3           | 10          | 1           | 11          | 5           | 3           | 12          | 2           | - UK: Platino (4) - AUS: Platino (8) - CAN: Diamante - GER: Oro (3) - ITA: Platino (3) - NZL: Platino (7) - USA: Platino (4)                                          | Future Nostalgia                                         |
| 2020                                                                                          | Physical                                                  | 3           | 9           | 54          | 14          | 2           | 18          | 15          | 16          | 42          | 60          | - UK: Platino (2) - AUS: Platino (2) - CAN: Platino (3) - GER: Platino - ITA: Platino - NZL: Platino (2) - USA: Platino                                               | Future Nostalgia                                         |
| 2020                                                                                          | Break My Heart                                            | 6           | 7           | 13          | 26          | 3           | 21          | 12          | 12          | 21          | 13          | - UK: Platino - AUS: Platino (2) - CAN: Platino (5) - GER: Oro - ITA: Platino - NZL: Platino (3) - USA: Platino                                                       | Future Nostalgia                                         |
| 2020                                                                                          | Hallucinate                                               | 31          | —           | —           | —           | 40          | 99          | 55          | —           | —           | —           | - UK: Platino - CAN: Platino - NZL: Platino | Future Nostalgia                                         |
| 2020                                                                                          | Un día (One Day) (con J Balvin, Bad Bunny e Tainy)        | 72          | —           | 70          | 94          | 55          | 23          | 24          | —           | —           | 63          | - AUS: Oro - CAN: Platino - ITA: Platino - USA: Platino (15)(Latin)                                                                                                   | Jose Future Nostalgia: The Moonlight Edition             |
| 2020                                                                                          | Levitating (solo o feat. Madonna & Missy Elliot o DaBaby) | 5           | 4           | 1           | 16          | 4           | 41          | 23          | 5           | 20          | 2           | - UK: Platino (4) - AUS: Platino (8) - CAN: Diamante - GER: Platino - ITA: Platino (3) - NZL: Platino (8) - USA: Diamante                                             | Future Nostalgia Club Future Nostalgia                   |
| 2020                                                                                          | Fever (con Angèle)                                        | 79          | —           | 79          | 85          | 36          | —           | —           | —           | —           | —           | - UK: Argento - CAN: Platino | Future Nostalgia                                         |
| 2020                                                                                          | Real Groove (Studio 2054 Remix) (con Kylie Minogue)       | 95          | —           | —           | —           | —           | —           | —           | —           | —           | —           | | Disco: Guest List Edition                                |
| 2021                                                                                          | We're Good                                                | 25          | 24          | 21          | 52          | 17          | 66          | 25          | 24          | 31          | 31          | - UK: Oro - AUS: Oro - CAN: Platino (2) - ITA: Platino - NZL: Platino - USA: Oro                                                                                      | Future Nostalgia: The Moonlight Edition                  |
| 2021                                                                                          | Love Again                                                | 51          | —           | 11          | 44          | 36          | 61          | 21          | —           | —           | 41          | - UK: Platino - CAN: Platino (3) - GER: Oro - ITA: Platino - NZL: Platino (2)                                                                                         | Future Nostalgia                                         |
| 2021                                                                                          | Cold Heart (Pnau Remix) (con Elton John)                  | 1           | 1           | 1           | 3           | 2           | 6           | 8           | 1           | 6           | 7           | - UK: Platino (4) - AUS: Platino (12) - CAN: Diamante - GER: Oro (3) - ITA: Platino (4) - NZL: Platino (9) - SWE: Platino (3) - USA: Platino (4)                      | The Lockdown Sessions                                    |
| 2022                                                                                          | Sweetest Pie (con Megan Thee Stallion)                    | 31          | 24          | 19          | 76          | 14          | —           | —           | 33          | 59          | 15          | - UK: Argento - CAN: Platino - NZL: Platino - USA: Platino | Traumazine                                               |
| 2022                                                                                          | Potion (con Calvin Harris e Young Thug)                   | 16          | 32          | 31          | 85          | 9           | 90          | 45          | 35          | 40          | 71          | - UK: Argento - AUS: Oro - CAN: Oro - NZL: Oro - USA: Oro | Funk Wav Bounces Vol. 2                                  |
| 2023                                                                                          | Dance the Night                                           | 1           | 3           | 4           | 7           | 1           | 20          | 5           | 7           | 26          | 7           | - UK: Platino (2) - AUS: Platino (4) - CAN: Platino (3) - ITA: Platino - NZL: Platino (2)                                                                             | Barbie: The Album                                        |
| 2023                                                                                          | Houdini                                                   | 2           | 7           | 5           | 17          | 6           | 17          | 11          | 13          | 13          | 11          | - UK: Platino - AUS: Platino (2) - CAN: Platino (3) - GER: Oro - ITA: Platino - NZL: Platino                                                                          | Radical Optimism                                         |
| 2024                                                                                          | Training Season                                           | 4           | 12          | 11          | 25          | 6           | 51          | 20          | 10          | 15          | 27          | - UK: Platino - AUS: Platino (2) - CAN: Platino (2) - ITA: Platino - NZL: Platino                                                                                     | Radical Optimism                                         |
| 2024                                                                                          | Illusion                                                  | 9           | 21          | 28          | 76          | 14          | 55          | 38          | 32          | 24          | 43          | - UK: Oro - AUS: Platino - CAN: Platino - NZL: Oro | Radical Optimism                                         |
| 2024                                                                                          | These Walls (feat. Pierre de Maere)                       | 40          | —           | 65          | —           | 44          | —           | —           | —           | 54          | 101         | | Radical Optimism                                         |
| 2025                                                                                          | End of an Era                                             | —           | —           | —           | —           | —           | —           | —           | —           | —           | —           | | Radical Optimism                                         |
| "—" indica che l'opera non si è classificata o che non è stata pubblicata in quel territorio. |                                                           |             |             |             |             |             |             |             |             |             |             | |                                                          |

### Come artista ospite
| Anno                                                                                          | Titolo                                      | Classifiche | Classifiche | Classifiche | Classifiche | Classifiche | Classifiche | Classifiche | Classifiche | Classifiche | Classifiche | Certificazioni | Album di provenienza                                   |
| Anno                                                                                          | Titolo                                      | UK          | AUS         | CAN         | GER         | IRE         | ITA         | NLD         | NZL         | SWE         | USA         | Certificazioni | Album di provenienza                                   |
| --------------------------------------------------------------------------------------------- | ------------------------------------------- | ----------- | ----------- | ----------- | ----------- | ----------- | ----------- | ----------- | ----------- | ----------- | ----------- | --- | ------------------------------------------------------ |
| 2016                                                                                          | No Lie (Sean Paul feat. Dua Lipa)           | 10          | —           | —           | 10          | 31          | 11          | 14          | —           | —           | —           | - UK: Platino (2) - CAN: Platino - GER: Platino - ITA: Platino (4) - NLD: Platino - NZL: Platino (2)               | Mad Love: The Prequel Dua Lipa: The Complete Edition   |
| 2018                                                                                          | If Only (Andrea Bocelli feat. Dua Lipa)     | —           | —           | —           | —           | —           | —           | —           | —           | —           | —           | | Sì                                                     |
| 2020                                                                                          | Sugar (Remix) (Brockhampton feat. Dua Lipa) | —           | —           | —           | —           | —           | —           | —           | —           | —           | —           | | /                                                      |
| 2020                                                                                          | Prisoner (Miley Cyrus feat. Dua Lipa)       | 8           | 14          | 17          | 20          | 5           | 34          | 32          | 24          | 23          | 54          | - UK: Platino - AUS: Platino (2) - CAN: Oro - GER: Oro - ITA: Platino - NZL: Platino (2) - SWE: Oro - USA: Platino | Plastic Hearts Future Nostalgia: The Moonlight Edition |
| 2021                                                                                          | Demeanor (Pop Smoke feat. Dua Lipa)         | 14          | 43          | 26          | —           | 20          | —           | —           | —           | 41          | 86          | | Faith                                                  |
| 2025                                                                                          | Handlebars (Jennie feat. Dua Lipa)          | 41          | —           | 47          | —           | 67          | —           | —           | —           | —           | 80          | | Ruby                                                   |
| "—" indica che l'opera non si è classificata o che non è stata pubblicata in quel territorio. |                                             |             |             |             |             |             |             |             |             |             |             | |                                                        |

### Singoli promozionali
| Anno                                                                                          | Titolo                                              | Classifiche | Classifiche | Certificazioni           | Album di provenienza           |
| Anno                                                                                          | Titolo                                              | AUS         | IRE         | Certificazioni           | Album di provenienza           |
| --------------------------------------------------------------------------------------------- | --------------------------------------------------- | ----------- | ----------- | ------------------------ | ------------------------------ |
| 2015                                                                                          | New Love                                            | —           | —           |                          | Dua Lipa                       |
| 2016                                                                                          | Room for 2                                          | —           | —           |                          | Dua Lipa                       |
| 2017                                                                                          | Thinking 'Bout You                                  | —           | —           | - CAN: Oro               | Dua Lipa                       |
| 2017                                                                                          | My Love (Wale feat. Major Lazer, Wizkid e Dua Lipa) | —           | —           |                          | Shine                          |
| 2018                                                                                          | Want To                                             | 83          | 52          |                          | Dua Lipa: The Complete Edition |
| 2019                                                                                          | Future Nostalgia                                    | —           | 83          | - UK: Argento - CAN: Oro | Future Nostalgia               |
| 2021                                                                                          | Can They Hear Us                                    | —           | —           |                          | Gully                          |
| 2021                                                                                          | Future Nostalgia Medley                             | —           | —           |                          | /                              |
| "—" indica che l'opera non si è classificata o che non è stata pubblicata in quel territorio. |                                                     |             |             |                          |                                |

## Altri brani entrati in classifica e/o certificati
| Anno                                                                                          | Titolo                              | Classifiche | Classifiche | Classifiche | Classifiche | Classifiche | Classifiche | Classifiche | Classifiche | Classifiche | Classifiche | Certificazioni                                         | Album di provenienza           |
| Anno                                                                                          | Titolo                              | UK          | AUS         | CAN         | GER         | IRE         | ITA         | NLD         | NZL         | SWE         | USA         | Certificazioni                                         | Album di provenienza           |
| --------------------------------------------------------------------------------------------- | ----------------------------------- | ----------- | ----------- | ----------- | ----------- | ----------- | ----------- | ----------- | ----------- | ----------- | ----------- | ------------------------------------------------------ | ------------------------------ |
| 2017                                                                                          | Homesick                            | —           | —           | —           | —           | —           | —           | 14          | —           | —           | —           | - UK: Argento - CAN: Oro - NZL: Oro                    | Dua Lipa                       |
| 2018                                                                                          | Kiss and Make Up (con le Blackpink) | 36          | 33          | 44          | 48          | 15          | 91          | 48          | 32          | 32          | 93          | - UK: Argento - AUS: Platino - ITA: Oro - NZL: Platino | Dua Lipa: The Complete Edition |
| 2020                                                                                          | Cool                                | —           | —           | —           | —           | —           | —           | —           | —           | —           | —           | - CAN: Oro                                             | Future Nostalgia               |
| 2020                                                                                          | Pretty Please                       | —           | —           | —           | —           | —           | —           | —           | —           | —           | —           | - UK: Argento - CAN: Oro - NZL: Oro                    | Future Nostalgia               |
| "—" indica che l'opera non si è classificata o che non è stata pubblicata in quel territorio. |                                     |             |             |             |             |             |             |             |             |             |             |                                                        |                                |

## Video musicali
| Anno | Titolo                                 | Altri artisti                                | Regista/i                     |
| ---- | -------------------------------------- | -------------------------------------------- | ----------------------------- |
| 2015 | New Love                               | —                                            | Nicole Nodland                |
| 2015 | Be the One                             | —                                            | Nicole Nodland                |
| 2016 | Last Dance                             | —                                            | Jon Brewer e Ian Blair        |
| 2016 | Hotter than Hell                       | —                                            | Emil Nava                     |
| 2016 | Blow Your Mind (Mwah)                  | —                                            | Kinga Burza                   |
| 2016 | Room for 2                             | —                                            | Vicky Lawton                  |
| 2016 | Be the One                             | —                                            | Daniel Kaufman                |
| 2017 | No Lie                                 | Sean Paul                                    | Tim Nackashi                  |
| 2017 | Scared to Be Lonely                    | Martin Garrix                                | Blake Claridge                |
| 2017 | Thinking 'Bout You                     | —                                            | Jake Jelicich                 |
| 2017 | Lost in Your Light                     | Miguel                                       | Henry Schofield               |
| 2017 | New Rules                              | —                                            | Henry Schofield               |
| 2017 | My Love                                | Wale, Major Lazer e Wizkid                   | ACRS                          |
| 2018 | IDGAF                                  | —                                            | Henry Schofield               |
| 2018 | One Kiss                               | Calvin Harris                                | Emil Nava                     |
| 2018 | Electricity                            | Silk City                                    | Bradley & Pablo               |
| 2018 | Want To                                | —                                            | —                             |
| 2018 | If Only                                | Andrea Bocelli                               | Gaetano Morbioli              |
| 2019 | Swan Song                              | —                                            | Floria Sigismondi             |
| 2019 | Don't Start Now                        | —                                            | Nabil Elderkin                |
| 2020 | Physical                               | —                                            | Canada                        |
| 2020 | Break My Heart                         | —                                            | Henry Scholfield              |
| 2020 | Hallucinate                            | —                                            | Lisha Tan                     |
| 2020 | Un Día (One Day)                       | J Balvin, Bad Bunny e Tainy                  | Stillz                        |
| 2020 | Levitating (The Blessed Madonna remix) | Madonna, Missy Elliott e The Blessed Madonna | Will Hooper                   |
| 2020 | Levitating                             | DaBaby                                       | Warren Fu                     |
| 2020 | Fever                                  | Angèle                                       | We are from L.A.              |
| 2020 | Prisoner                               | Miley Cyrus                                  | Alana O'Herlihy e Miley Cyrus |
| 2021 | We're Good                             | —                                            | Vania Heymann e Gal Muggia    |
| 2021 | Love Again                             | —                                            | Canada                        |
| 2021 | Demeanor                               | Pop Smoke                                    | Nabil Elderkin                |
| 2021 | Cold Heart (Pnau remix)                | Elton John                                   | Raman Djafari                 |
| 2022 | Sweetest Pie                           | Megan Thee Stallion                          | Dave Meyers                   |
| 2022 | Potion                                 | Calvin Harris e Young Thug                   | Emil Nava                     |
| 2023 | Dance The Night                        | —                                            | Greta Gerwig                  |
| 2023 | Houdini                                | —                                            | Manu Cossu                    |
| 2024 | Training Season                        | —                                            | Vincent Haycock               |
| 2024 | Illusion                               | —                                            | Tanu Muino                    |
| 2025 | Handlebars                             | Jennie                                       | BRTHR                         |